# 帕巴拉·阿旺罗桑济美丹贝坚参
帕巴拉·阿旺罗桑济美丹贝坚参（藏語：འཕགས་པ་ལྷ་ངག་དབང་བློ་བཟང་འཇིགས་མེད་བསྟན་པའི་རྒྱལ་མཚན，威利转写：'phags pa lha ngag dbang blo bzang 'jigs med bstan pa'i rgyal mtshan；1849年—1900年）藏族，四川理塘嘎吉地方（今属四川省甘孜藏族自治州理塘县）人，第九世（不计追认）帕巴拉活佛。

## 生平
藏历土鸡年（1849年），生于四川理塘嘎吉地方。1850年，昌都强巴林寺按例遣使朝贡。1852年，上报驻藏大臣及达赖后，通过金瓶掣签认定他为第八世帕巴拉活佛的转世灵童。同年九月举行了坐床典礼。清朝咸丰帝依照惯例赐诏书，并赏物品，计“大哈达一条、镀金无量寿佛像一尊、无量寿经函、镶嵌绿松石和珊瑚之银质尊胜宝塔、金刚杵铃、玉
如意、珊瑚佛珠一串、锦缎大荷包一个、锦缎小荷包四个、龙锦缎四匹。”
1853年，清朝派官员处理布鲁曼事件，帕巴拉活佛奉命协助调解，并且派兵协同清军作战。“察木多帕克巴拉呼图克图额尔德尼诺们罕之呼毕勒罕，虽在幼龄，即能督饬属下拏获凶犯多名，著赏加敉远禅师名号，以示优异。”
1854年，清朝咸丰帝为了表彰帕巴拉呼图克图“情愿带领众呼图克图喇嘛，在察木多地方所有庙内，专心念经，祝祷速将贼匪歼除，实属出于至诚，朕甚嘉悦。著加恩赏给帕克巴拉呼图克图、谢瓦拉呼图克图哈达一块。”
1855年，廓尔喀再度侵入西藏，帕巴拉奉命派500民兵到定日前线参加作战。1862年，帕巴拉出任强巴林寺第二十七任
法台。
1866年，清朝同治帝赏赐帕巴拉“呼图克图”职衔及银印。考察此枚印章的实物，印质为银，正方形，如意纽，款识为“帕克巴拉额尔德尼呼图克图之印”，印的边上一边刻“同治五年九月日”，另一边刻“同字十三号”。虽然帕巴拉此次受封的原始文献尚未查到，但有印章为证，应属可信。由此可知，最晚在1866年，帕巴拉被清朝封为“呼图克图”职衔。
1867年，十二世达赖转达了清朝皇帝对帕巴拉的奖赏：
中瞻对事件中，尔拉章及其所属尊奉基巧噶伦饬令，支应军禄，遣派运输民兵等诸事尽皆完善。佐巴尽忠俸禄开拔等事，甚为得力。是此，先前呈文于驻藏大臣，呈请皇上慈悲，恩渥及至，赏以嘉赉。迩来，皇上赐以朱批敕书，赐帕巴拉呼图克图‘靖远禅师’名号，‘仁爱正祥’之匾文一方。著佐巴承袭大罕名号。赏给上世帕巴拉呼图克图之侄嘎桑四品花羽顶戴。赏赉告文及随文物品有：题写满蒙藏汉四种文字之黄绸盖印匾额，另寄驻藏大臣之带封告文。悉收之际，尔活佛及佐巴帕巴丹增之侄嘎桑即叩谢皇恩，复为感荷天神呈哈达等物事，酌思旧规，细量定夺。
1880年，帕巴拉派人到北京进贡，光绪帝颁给回敕，称帕巴拉“诚心向化，感沐朕恩，遣使请安，深堪嘉悦。嗣后仍当抒尽悃忱，仰体朕抚驭群生之意，勤习经卷，管辖所属，黾勉从公，常承恩卷，勉之慎之。特降敕諭，加恩赏给三十两重银茶桶一件、各色大缎十二件、大小哈达各七个，交尔来使赉回。”1885年，帕巴拉又“派员进贡”。
1888年，英国发动第一次侵藏战争，帕巴拉领导昌都及时派兵抗击英国军队。1889年，昌都与察雅间发生械斗，导致交通受阻，局面动荡。经清朝朝廷及驻藏大臣调解，事件获得解决。由于在此次事件的处理中，帕巴拉“深明大义，忍辱驭众，不至别生事端，且能于该部被兵之后勉力照常当差，毫无殆误，殊属可嘉。靖远禅师察木多帕克巴拉呼图克图额尔德尼阿旺洛桑济克美丹贝坚参，著颁‘法轮绥远’匾额一方，赏给祗领，以示优异”。1891年，清朝因帕巴拉在“藏印交涉”中所立功绩而予其奖励。
到1890年，帕巴拉进贡物品及清朝皇帝的赏赐数量，还有对帕巴拉进贡的正使、副使、从人等的赏赐都在清朝《理藩部则例》中有了明确规定。光绪十六年（1890年）修订《理藩部则例》共971律条。其中专门对帕巴拉的律条有3条：
第320律条《察木多帕克巴拉呼图克图等来使廪饩定额》：“察木多帕克巴拉呼图克图遣使朝贡，五年一次。来京每日正使给银五钱，副使给银三钱，各给米二升。从人各给银五分，米一升。回程路费每日正使给银二钱，副使给银一钱五分，从人各给银一钱，共支给四十日。其嘉喇呼图克图遣使朝贡廪饩，与此例同。”
第830律条《帕克巴拉呼图克图等朝贡赏赉》：“察木多帕克巴拉呼图克图遣使恭进金碗、黄连，均予折赏外，降敕慰问并赏帕克巴拉呼图克图重三十两银茶筒一、各色大缎十二匹、大小哈达各七个。嘉喇呼图克图恭进铜佛、藏香、哈达等物均予折赏外，并赏各色大緞四匹、大小哈达各四个。正使，三等蟒缎一匹、缎二匹、布二十四匹；副使，缎二匹、布十二匹；从人六人，每名各给布六匹。”
第831律条《帕克巴拉呼图克图等来使应用骡头》：“帕克巴拉呼图克图、嘉喇呼图克图隔五年遣使来朝一次，事竣即令起程。照
例雇给骑驮之骡二十头，由西安一路至四川界，由总督派员护送至打箭炉，令其自行回归。如私带贸易货物，毋庸官为办理。”
藏历铁鼠年（1900年），阿旺罗桑济美丹贝坚参圆寂，享年52岁。